# تابعگون
در ریاضیات و به ویژه در نظریه رسته‌ها، منظور از یک تابعگون (به انگلیسی: functor)، یک نگاشت میان دو رسته می‌باشد که دارای این ویژگی است که اشیاء و مورفیزم (یا ریختار)های دسته نخست را به دسته دیگر منتقل می‌کند.

## تعریف
فرض کنید {\displaystyle {\mathcal {C}}} و {\displaystyle {\mathcal {D}}} دو رسته باشند. یک تابعگون {\displaystyle F:{\mathcal {C}}\to {\mathcal {D}}} عبارتست از یک نگاشت به گونه ای که:
- به هر شیء {\displaystyle X\in Ob({\mathcal {C}})} یک شیء {\displaystyle F(X)\in Ob({\mathcal {D}})} نظیر شود. به بیان دیگر اگر {\displaystyle X} شیئی از {\displaystyle {\mathcal {C}}} باشد، {\displaystyle F(X)} شیئی از {\displaystyle {\mathcal {D}}} خواهد بود.
- برای هر مورفیسم {\displaystyle f:X\to Y} در {\displaystyle {\mathcal {C}}}، یک مورفیسم {\displaystyle F(f):F(X)\to F(Y)} در {\displaystyle {\mathcal {D}}}. به سخن دیگر، {\displaystyle F} به هر مورفیسم در رده {\displaystyle {\mathcal {C}}} یک مورفیسم در رده {\displaystyle {\mathcal {D}}} نظیر می کند به گونه‌ای که:

۱. برای هر {\displaystyle X\in Ob({\mathcal {C}})} داشته باشیم: {\displaystyle F(1_{X})=1_{F(X)}} (منظور از {\displaystyle 1_{X}} مورفیسم همانی است.)
۲. برای هر دو مورفیسم {\displaystyle f:X\to Y} و {\displaystyle g:Y\to Z} در {\displaystyle {\mathcal {C}}} داشته باشیم: {\displaystyle F(g\circ f)=F(g)\circ F(f)}.
این دو شرط به زبان دیگر می گویند که یک عملگر {\displaystyle F}، مورفیسم همانی و ترکیب مورفیسم ها را (به رسته {\displaystyle {\mathcal {D}}}) منتقل و حفظ می‌کند.

### تابعگون پادوردا
در تعریف بالا از تابعگون، به یک پیکان {\displaystyle f:X\to Y}، پیکان {\displaystyle F(f):F(X)\to F(Y)} نظیر شد. به سخن دیگر عملگر {\displaystyle F} جهت یک پیکان را حفظ می کرد. در بسیاری از موارد نگاشتی پرکاربرد میان دو دسته وجود دارد که جهت پیکانها را معکوس می کند. از همین رو، می توان گونه دیگری از عملگرها با نام تابعگون پادهمگرد را تعریف کرد:
یک نگاشت {\displaystyle F:{\mathcal {C}}\to {\mathcal {D}}} را عملگر پادوردا گوییم اگر:
- به هر سازه {\displaystyle X\in {\mathcal {C}}} یک سازه {\displaystyle F(X)\in {\mathcal {D}}} نظیر شود. به زبان دیگر اگر {\displaystyle X} سازه ای (شیء) از {\displaystyle {\mathcal {C}}} باشد، {\displaystyle F(X)} سازه ای از {\displaystyle {\mathcal {D}}} خواهد بود.
- برای هر ریختار یا پیکان {\displaystyle f:X\to Y} در {\displaystyle {\mathcal {C}}}، یک مورفیزم {\displaystyle F(f):F(Y)\to F(X)} در {\displaystyle {\mathcal {D}}}. به سخن دیگر، {\displaystyle F} به هر پیکان در دسته {\displaystyle {\mathcal {C}}} یک پیکان در دسته {\displaystyle {\mathcal {D}}} نظیر می‌کند به گونه‌ای که:

۱. برای هر {\displaystyle X\in Ob({\mathcal {C}})} داشته باشیم: {\displaystyle F(1_{X})=1_{F(X)}}
۲. برای هر دو مورفیسم {\displaystyle f:X\to Y} و {\displaystyle g:Y\to Z} در
{\displaystyle {\mathcal {C}}} داشته باشیم: {\displaystyle F(g\circ f)=F(f)\circ F(g)}.
در تقابل با تابعگون پادوردا، به عملگری که نخست تعریف شد تابعگون هموردا می‌گوییم.

## نمونه ها
- تابعگون ثابت: اگر {\displaystyle {\mathcal {C}}} یک دسته دلخواه باشد، تعریف کنید: {\displaystyle F:{\mathcal {C}}\to {\mathcal {C}}} بطوریکه برای هر {\displaystyle X\in Ob({\mathcal {C}})} ، {\displaystyle F(X)=X} و برای هر پیکان {\displaystyle f:X\to Y} در {\displaystyle {\mathcal {C}}} تعریف کنید: {\displaystyle F(f)=f}.
- فرض کنید {\displaystyle Gr} رسته گروه‌ها و {\displaystyle Set} رسته مجموعه‌ها باشد. فرض کنید {\displaystyle G\in Gr} یک گروه باشد. آنگاه تعریف کنید: {\displaystyle F:Gr\to Set} به گونه ای که:{\displaystyle F(G)=G}. همچنین اگر {\displaystyle F:G\to H} یک همریختی گروهی (یعنی یک ریختار در رده {\displaystyle Gr})باشد، تعریف کنید: {\displaystyle F(f)=f:G\to H} به عنوان یک تابع میان دو مجموعه {\displaystyle G} و {\displaystyle H}. یعنی عملگر {\displaystyle F} به یک گروه {\displaystyle G}، مجموعه {\displaystyle G} و به یک همریختی {\displaystyle f:G\to H}، تابع {\displaystyle f:G\to H} را نظیر می کند. به سخن دیگر، {\displaystyle F} ساختار گروهی {\displaystyle G} و ساختار همریختی {\displaystyle f} را فراموش می کند. به همین دلیل، به این تابعگون، تابعگون فراموشکار می گوییم.

تابعگون فراموشکار را می توان میان هر دو رسته ای که یکی ساختاری بیش از دیگری دارد - با فراموش کردن آن ساختار اضافه - تعریف کرد.
- فرض کنید {\displaystyle Top_{0}} رسته فضاهای توپولوژیک به همراه یک نقطه ممتاز باشد. یک شیء در این دسته به صورت {\displaystyle (X,x_{0})} است که {\displaystyle X} یک فضای توپولوژیک و {\displaystyle x_{0}\in X} نقطه ای از {\displaystyle X} است. یک مورفیزم (ریختار یا پیکان) {\displaystyle f:(X,x_{0})\to (Y,y_{0})} در این دسته عبارت است از یک تابع پیوسته {\displaystyle f:X\to Y} به گونه ای که: {\displaystyle f(x_{0})=y_{0}}. عملگر{\displaystyle \pi _{1}:Top_{0}\to Gr} را از این رسته به رسته گروه ها چنین تعریف می کنیم: برای هر

{\displaystyle (X,x_{0})\in Ob(Top_{0})} قرار دهید: {\displaystyle F((X,x_{0}))=\pi _{1}(X,x_{0})}. در اینجا منظور از {\displaystyle \pi _{1}(X,x_{0})} گروه بنیادی فضای توپولوژیک {\displaystyle (X,x_{0})} است.